# Турошчуса

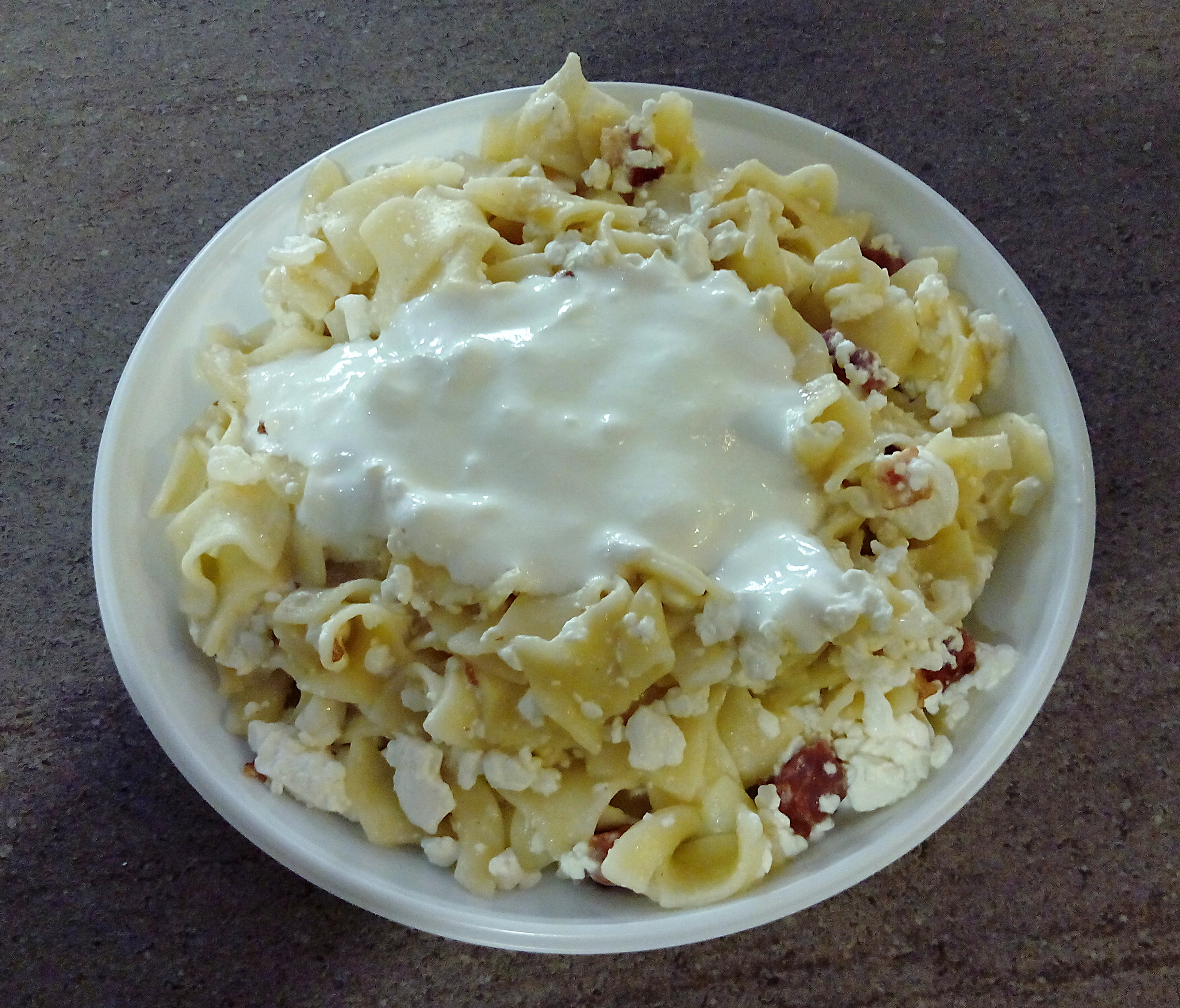
Турошчуса

Ту́рошчуса (венг. túrós csusza) — венгерское блюдо из сваренного в воде теста с творогом и копчёным шпиком, разновидность лапши. Типичное второе блюдо после солидного супа, например, халасле. По мнению мэтра венгерской кухни Кароя Гунделя, турошчуса и подобные ей блюда пользуются успехом не у всех иностранцев, тем не менее, они составляют неотъемлемую часть венгерской кухни. 
Пресное тесто для турошчусы готовят из муки-крупчатки, раскатывают тонкими листами, которым дают подсохнуть присыпанными мукой. Затем листы разрывают на кусочки-«чусы» неправильной формы размером 3 х 4 см, которые также присыпают мукой, чтобы они не слиплись. Чусы отваривают в подсоленном кипятке с ложкой смальца, нарезанный кубиками шпик без шкурки обжаривают на сковороде. Готовому тесту дают стечь, его промывают водой и помещают в другую кастрюлю с предварительно разогретым жиром, поливают сметаной, соединяют с творогом и перемешивают. Турошчусу сервируют быстро сразу после приготовления на подогретых тарелках, потому что блюдо вкусно, пока оно совсем свежо и горячо. Сверху порцию посыпают ещё протёртым через сито творогом, поливают ещё сметаной и вытопленным копчёным жиром со шкварками. К турошчусе подают сухое белое вино.